# Szczepan Sadurski
 (janvier 2011).
Szczepan Piotr Sadurski, né le 9 juin 1965 à Lublin, est un journaliste satirique polonais, caricaturiste et dessinateur.
Il fait ses études au lycée des beaux-arts de Lublin, duquel il sort diplômé en 1985. Il a publié plus de 5 000 dessins dans 200 revues.
Il est lauréat de nombreux prix[précision nécessaire], parmi lesquels Złota Szpilka'86 [Épingle d’or'86] (prix de la revue satirique Szpilki au concours pour le meilleur dessin de l’année).
Il fonde en 1991 les éditions de l’Humour et de la Satire Superpress [Wydawnictwo Humoru i Satyry Superpress], et dirige la revue Dobry Humor (« Bonne Humeur »). Il est initiateur et président du Parti de la Bonne Humeur, une organisation internationale informelle rassemblant toutes celles et tous ceux qui aiment le rire (plus de 3 000 adhérents principalement en Pologne). Il a été membre de nombreux jurys[précision nécessaire] de concours de la satire et du cabaret en Pologne, Turquie et Suède. Il réside à Varsovie.